# Precious Mustapha
Precious O. Mustapha (* 13. April 1997 in London) ist eine britische Schauspielerin.

## Leben und Karriere
Mustapha wuchs in London auf. Neben Englisch spricht sie noch fließend Yoruba. Sie besuchte die Mossbourne Community Academy. Danach studierte sie an der University of Essex in 2018.
Ihr Debüt gab sie in einer Episode in Der junge Inspektor Morse. Unter anderem war sie 2021 in der Fernsehserie Code 404. zu sehen. Von 2021 bis 2022 spielte sie in der Netflixserie Fate: The Winx Saga die Hauptrolle. 2023 wurde Mustapha für die Serie Ted Lasso gecastet. Unter anderem modelte sie für die Marke H&M.

## Filmografie
Filme
- 2021: Daddy's Girl
- 2021: Colby
- 2023: The New Girl

Serien
- 2019: Der junge Inspektor Morse
- 2020: Ich schweige für dich
- 2021: Code 404
- 2021–2022: Fate: The Winx Saga
- 2023: The Power
- 2023: Ted Lasso